# Voi Việt Nam

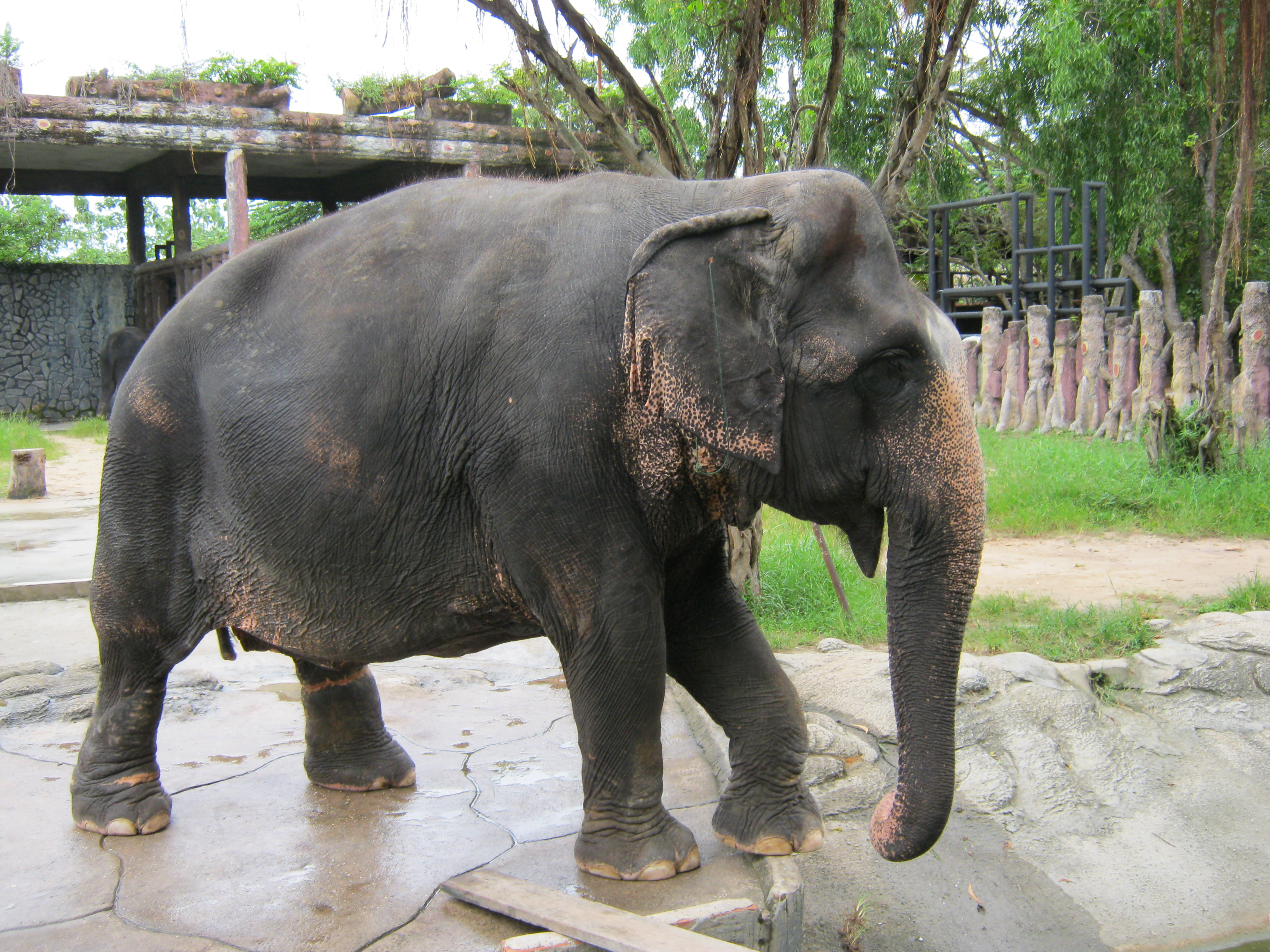
Voi Việt Nam tại Bình Dương

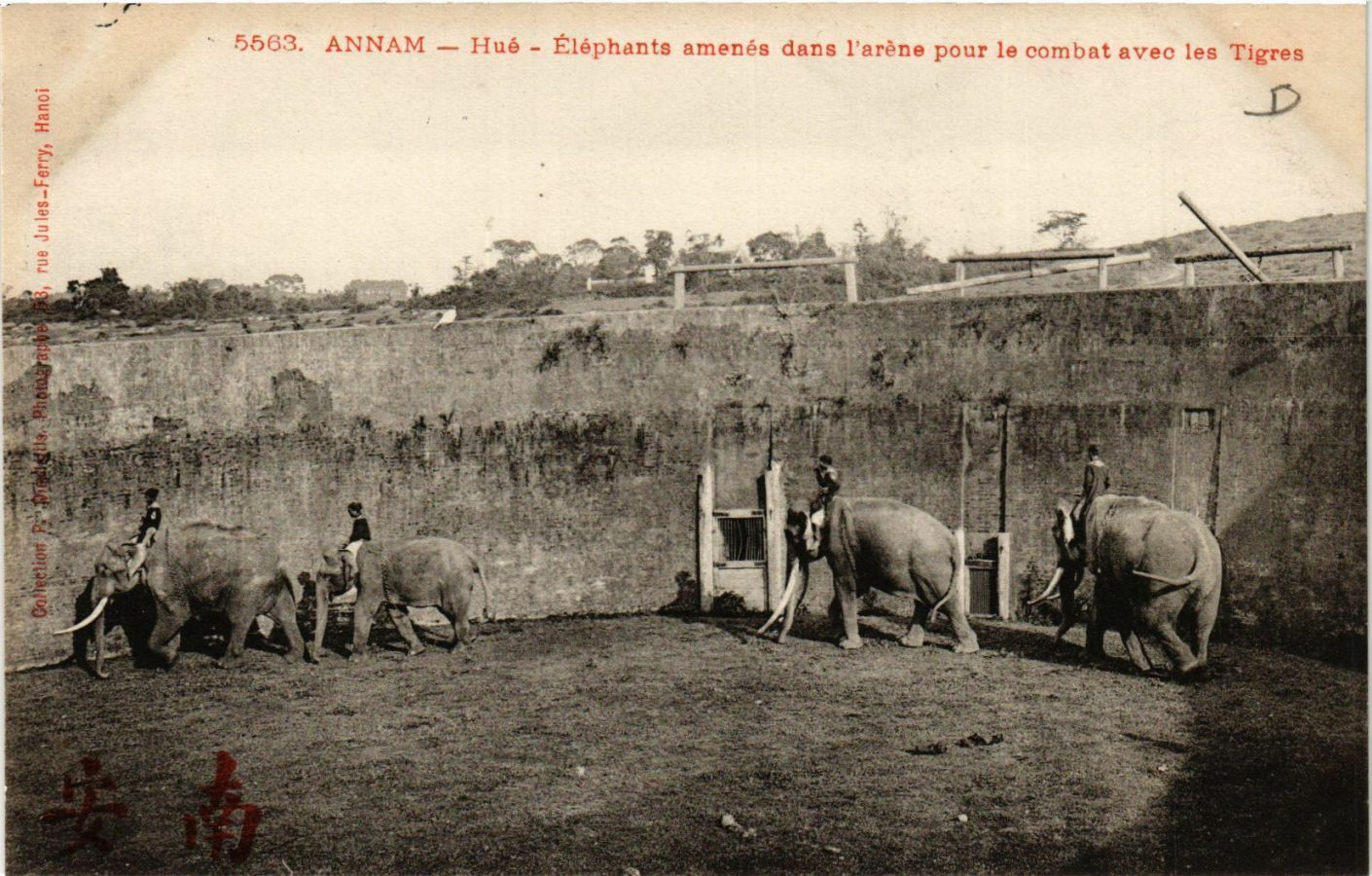
Voi tuần hành trong Hổ quyền ở Huế

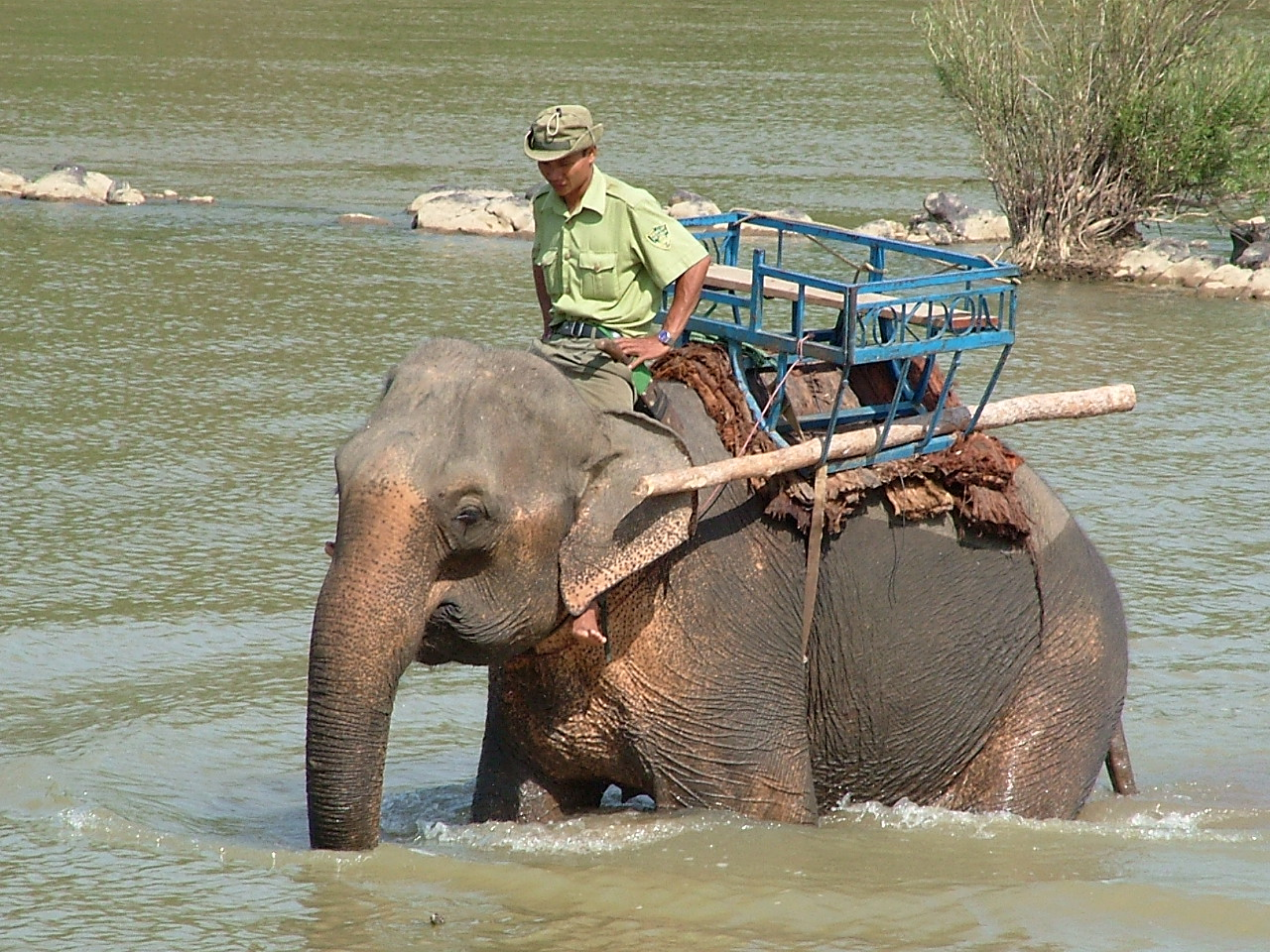
Một con voi Việt Nam

Voi Việt Nam là quần thể voi sinh sống, phân bố tại Việt Nam, gắn bó với đời sống, lịch sử, văn hóa của cộng đồng các dân tộc Việt Nam. Voi Việt Nam thuộc nhóm voi châu Á và là loài động vật từng phân bố khắp các vùng miền ở Việt Nam, gắn bó với sản xuất, chiến đấu và văn hóa của các dân tộc ở Việt Nam. Tuy nhiên, hiện tại voi hoang dã đang trong tình trạng nguy ngập và chỉ hay xuất hiện ở Tây Nguyên, đặc biệt là Đắk Lắk.

## Voi trong sử sách

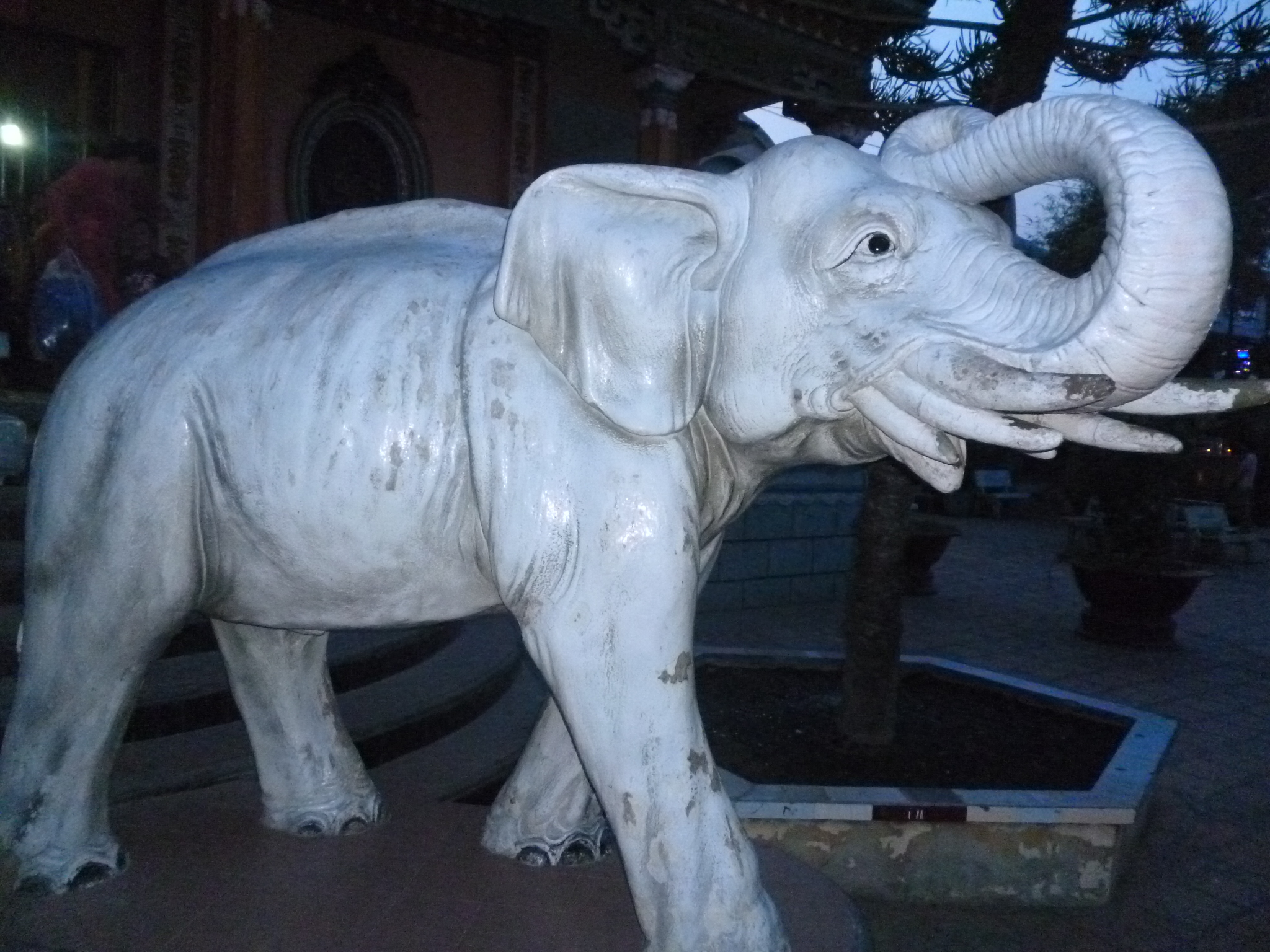
Tượng về voi chín ngà trong truyền thuyết ở An Giang

Trong truyền thuyết đầu tiên của người Việt có nhắc đến Voi chín ngà, là sính lễ mà Vua Hùng bắt buộc khi Sơn Tinh và Thủy Tinh cầu hôn Mị Nương. Sử sách nhắc đến voi và thuần dưỡng voi là từ thời Hai Bà Trưng chống quân Hán và bà Triệu, họ đã dùng voi vào trong chiến trường đánh quân Ngô (con voi trắng một ngà). Voi được các triều đại phong kiến Việt Nam sử dụng rất nhiều vào trong quân sự lẫn dân sự, voi nhà và voi rừng chiếm tỉ lệ nhiều. Đến thời Quang Trung, voi là một trong những chiến binh cừ khôi nhất, giúp nhà vua đánh Chúa Trịnh dẹp Chúa Nguyễn, đánh ngoại bang quân Thanh, quân Xiêm.
Vào cuối thời nhà Nguyễn triều Bảo Đại thì có soạn giả Tây phương ghi lại một số quan sát về voi của người Việt như người Việt chia voi thành hai loại, voi lớn gọi là "bõ bành", voi nhỏ là "bõ chóc". Voi chiến từ những triều vua trước thì khi đã lập công ngoài chiến trận thì được đính một vòng bằng bạc vào cặp ngà. Voi của vua được nuôi dưỡng tử tế và có đặt tên. Nhà vua thường dùng voi cưỡi khi đi săn và thích nhất con voi một ngà tên Một.

## Cáchthuần dưỡngvà nuôi voi
Theo tác giả BlazeRicardo thì voi ở Đông Dương được săn bắt bằng ba cách. Xiêm và Lào thì dùng cách đóng một vòng rào bằng cây gỗ chắc chắn rồi lùa voi rừng vào nhốt lại. Cao Miên nhất là ở vùng Kompong Thom thì có lệ săn bắt voi vào mùa nước lớn, lùa voi bằng xuồng. Thợ săn dùng giáo nhọn đâm lùa voi. Cách này nguy hiểm hơn cả vì voi đau có thể tấn công, làm lật xuồng. Ở Việt Nam thì dùng thòng lọng để bắt voi.
Theo tường thuật của Blazé khi tháp tùng vua Bảo Đại ở La Ngà thì cuộc săn bắt đầu khi thợ săn cưỡi đoàn voi nhà ùa vào đàn voi rừng ngược hướng gió để khỏi bị phát giác. Voi nhà thì chia thành ba loại. Đầu cùng là voi dìu (tiếng Anh beater); kế đến là voi fighter, lạm dịch là voi thúc, sau cùng là captor, tức voi săn. Mỗi con voi nhà có nài cưỡi voi ngồi ở đầu voi điều khiển và một người phó ở cổ voi. Thợ săn chính thì cầm một cần dài khoảng 3 mét, đầu cần mắc thòng lọng nối với đoạn thừng dài 20-30 mét. Khi voi rừng bỏ chạy thì voi dìu được điều khiển tiến vào để voi rừng bớt hoảng sợ. Voi dìu không cần voi lớn, chỉ cần nhanh chân để chạy len vào và trấn an nhóm voi rừng. Nếu voi rừng chạy loạn vào bờ bụi rừng sâu thì sẽ dùng voi dìu đẩy theo hướng đồng trống có chực sẵn voi săn. Kế đến điều voi săn tiến vào dùng đầu ghì lấy hông voi rừng trong khi người thợ lấy cần dài móc thòng lọng vào chân sau của voi. Người phó trên lưng voi săn sau đó thả lỏng hoặc kéo chặt thừng để sao thừng không bị rối. Voi rừng khi bị thòng lọng ở chân thì dần chậm lại rồi bị đưa đến một gốc cây lớn. Người thợ phó liền nhảy xuống đất và mau chân cầm cuộn thừng chạy quanh gốc cây buộc voi rừng vào đấy. Voi thúc, tức những con voi lớn nhất lúc này mới tiến vào cản voi rừng không tấn công người buộc thừng vào gốc cây.
Đoàn người sau đó sẽ buộc cổ voi rừng bằng một vòng thừng. Vòng này lại buộc với vòng cổ của voi nhà khiến hai con không rời nhau được. Voi rừng sau đó được đưa về trại buộc, vòng cổ buộc vào một cành cây cao và voi bị bỏ đói, không cho ăn uống 24 giờ. Voi rừng sẽ cố bứt thừng thoát ra nhưng càng vùng vẫy, càng lả sức. Người luyện sẽ cho voi ăn nếu voi không còn hung dữ nhưng nếu còn đập phá thì sẽ bỏ đói thêm. Khi voi chịu cho đến gần thì người luyện voi sẽ đặt tên cho voi rồi lặp đi lặp lại với mỗi hành động và mệnh lệnh. Khi dạy voi đi lại, tắm rửa thì người luyện cưỡi một con voi cái đi kèm.
Voi trong đời sống của các cộng đồng dân tộc dẫn rõ: Không được đánh đập, nhục mạ voi. Khi voi mệt mỏi, ốm đau phải được chăm sóc, nghỉ ngơi và không được bóc lột sức lao động của voi quá mức. Phải ứng xử với voi như một thành viên trong cộng đồng… Người đồng bào M'Nông đã đưa vào Luật tục bảo vệ voi cho cộng đồng buôn làng, nó hình như cũng là tiếng nói chung cho cộng đồng trên cao Nguyên.

## Đặc điểm sinh học
Voi Việt Nam cũng giống như Voi châu Á, cặp ngà voi dài. Thân cũng không lớn bằng các loài Voi châu Phi, ăn các loài thực vật chủ yếu trái cây, thân các cây mềm như cây chuối, v,v..
Vào các thời điểm này ngà voi các quản tượng không để dài cặp ngà nữa, thì việc để thích ứng môi trường như tự vệ kẻ thù, đào đất không thể được, các nguyên nhân cũng do sợ bị trộm cưa mất cặp ngà thì quản tượng phải cưa trước. Lông đuôi voi, dựa trên một niềm tin mù quáng, thường được dân gian cho rằng nó có thể trừ được ma quỷ, nên mọi người thường lấy lông đuôi voi làm các đồ trang sức cho riêng mình. Đổi lại lông đuôi voi bị người ta rứt trộm nhiều, voi ngày càng ít thì số lông ở phần đuôi cụt ngủn tìm được con nào đầy đủ lông ở phần đuôi là rất khó.
Ngày nay voi nhà có nhiều điều đáng lo ngại là việc sinh đẻ của loài voi trong thời gian qua khá khiêm tốn, nhất là đàn voi nhà có thể được coi là bị "vô sinh" vì nhiều lý do khác nhau, trong đó có một số nguyên nhân chính như: voi thiếu môi trường để sinh sống và sinh hoạt để di truyền nòi giống, voi bị khai thác phục vụ du lịch đến mức kiệt quệ, voi bị bệnh nhưng có giải pháp điều trị.
Chiều dài con trưởng thành 2.9m. Cao 1.8m, đường kính thân 1,5m

## Voi Đắk Lắk
Nghề săn bắt và thuần dưỡng voi rừng ở Bản Đôn. Kèm theo việc nuôi voi nhà là cả một hệ thống tín ngưỡng, sinh hoạt văn hóa có liên quan đến con voi, hình thành nên một "dòng" văn hóa về voi. Nhưng tình trạng phá rừng ở đây xảy ra liên tục đang làm diện tích ngày càng bị thu hẹp, sự xâm chiếm của từng đoàn người di cư, sự hiện diện của máy móc trong rừng gây ra tiếng ồn cũng làm đàn voi vốn già yếu càng bị hao mòn dần theo thời gian..

### Voi hiện tại ở tỉnh
Bản Đôn được xem là nơi vương quốc loài voi ở tỉnh Đắk Lắk là nơi có đàn voi rừng và voi nhà nhiều nhất Việt Nam với số lượng khoảng 80 - 110 con voi rừng và khoảng 45 con voi nhà. Đàn voi rừng và voi nhà đang ngày càng giảm sút số lượng và đứng trước nguy cơ chỉ còn trong huyền thoại.
Tỉnh Đắk Lắk có đề án chủ yếu như: thành lập một trung tâm bảo tồn voi với quy mô 200 ha tại Vườn quốc gia Yok Đôn; ban hành chính sách khuyến khích, hỗ trợ người nuôi voi tham gia chăm sóc và nuôi dưỡng để giúp cho voi sinh sản; mở rộng quan hệ hợp tác quốc tế để tiếp nhận công nghệ, kĩ thuật, đào tạo cán bộ chuyên chăm sóc, quản lý, bảo tồn voi; xây dựng một bệnh viện có đủ trang thiết bị hiện đại để chăm sóc sức khỏe cho voi...

### Văn hóa–du lịch
Được tổ chức trong 5 ngày và tháng 12 năm 2009 chủ đề Huyền thoại Voi Tây Nguyên đi về miền hoang dã, nhằm tái hiện lại các giá trị của voi. Với 20 chú voi tham gia các hoạt động như: voi đá bóng, thi chạy, thi bơi, kéo vật nặng, tái hiện các nghi lễ và hoạt động săn bắt – thuần dưỡng voi rừng… Kéo theo là các hoạt động: Liên hoan ẩm thực vùng miền; Trại sáng tác điêu khắc gỗ Tây Nguyên; Hội chợ triển lãm văn hóa - du lịch - thương mại - đầu tư; Hội lửa; Lễ cúng bến nước; Triển lãm ảnh nghệ thuật "Tây Nguyên xưa và nay"; Chương trình Du lịch về nguồn; Lễ hội đường phố…

## Các lễ hội đua voi
Người dân Tây Nguyên khi vào mùa đều tổ chức các lễ hội đua voi, để vào mùa mới. Các dân tộc M'Nông, Êđê, Gia Rai. Lễ hội đua voi ngày nay cũng đã tổ chức khá ít, vì nhiều nguyên nhân như: Không gian vui chơi, lượng voi ít, quản tượng chạy theo thị trường, thợ săn voi không có nghề,... Dùng cho du lịch, Vua voi Ama Kông cũng có hình thức bán thuốc tăng cường sinh lực.

## Xem thêm

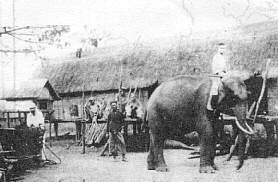
Voi ở Langbiang